# La Matatena Festival Internacional de Cine para Niños ... y no tan Niños
La Matatena Festival Internacional de Cine para Niños... y no tan Niños es un evento anual que tiene como objetivo principal acercar el cine a los niños y jóvenes, promoviendo la cultura cinematográfica y fomentando la creatividad y la apreciación del séptimo arte desde temprana edad. A través de proyecciones de películas de calidad y actividades relacionadas con el cine, el festival busca despertar el interés y el amor por el cine entre los más jóvenes.

## Historia
La Matatena Festival Internacional de Cine para Niños... y no tan Niños fue fundado en 1995 por Liset Cotera, con el objetivo de ofrecer un espacio de exhibición y promoción del cine para niños y jóvenes en México. Desde sus inicios, el festival ha buscado ofrecer una programación diversa y de calidad, seleccionando cuidadosamente películas de diferentes géneros y estilos que sean relevantes y atractivas para su público objetivo.

## Reconocimiento
- Premio Nacional de Cine en la categoría de "Promoción y Difusión Cinematográfica" (2019): Este premio fue otorgado por la Secretaría de Cultura de México como reconocimiento a la labor de La Matatena en la promoción del cine para niños y jóvenes.
- Premio Ariel Especial (2013): La Academia Mexicana de Artes y Ciencias Cinematográficas otorgó este premio especial a La Matatena Festival Internacional de Cine para Niños... en reconocimiento a su trayectoria y contribución al cine infantil y juvenil.[9][10]
- Premio a la Mejor Iniciativa Educativa (2011): Este reconocimiento fue otorgado por la Fundación Televisa a La Matatena por su labor en la promoción de la educación audiovisual y la formación de audiencias jóvenes.